# Orchopeas howardi
Orchopeas howardi är en loppart som först beskrevs av Baker 1895.  Orchopeas howardi ingår i släktet Orchopeas och familjen fågelloppor.

## Underarter
Arten delas in i följande underarter:
- O. h. howardi
- O. h. bolivari
- O. h. texensis